# Everything Will Be Alright in the End
Everything Will Be Alright in the End è il decimo album discografico in studio del gruppo musicale alternative rock statunitense Weezer, pubblicato nell'ottobre 2014.

## Il disco
Il disco, uscito a quattro anni dal precedente per Republic Records (prima produzione con questa etichetta), è prodotto da Ric Ocasek. 
Le registrazioni sono state effettuate nei primi mesi del 2014, tra gennaio e luglio, presso il The Village Studio di Los Angeles.
Il singolo apripista dell'album è rappresentato dal brano Back to the Shack, diffuso nel luglio 2014. Nel settembre seguente è stato pubblicato il brano Cleopatra.

## Tracce
1. Ain't Got Nobody – 3:21 (Rivers Cuomo)
2. Back to the Shack – 3:05 (Cuomo, Jacob Kasher)
3. Eulogy for a Rock Band – 3:25 (Cuomo, Daniel Brummel, Ryen Slegr)
4. Lonely Girl – 2:49 (Cuomo, Joshua Berman Alexander)
5. I've Had It Up to Here – 2:49 (Cuomo, Justin Hawkins)
6. The British Are Coming – 4:08 (Cuomo)
7. Da Vinci – 4:05 (Cuomo, Joshua Berman Alexander)
8. Go Away – 3:13 (Cuomo, Bethany Cosentino)
9. Cleopatra – 3:11 (Cuomo)
10. Foolish Father – 4:31 (Cuomo, Patrick Stickles)
11. I. The Waste Land – 1:56 (Cuomo)
12. II. Anonymous – 3:19 (Cuomo)
13. III. Return to Ithaka – 2:17 (Cuomo)

## Formazione
Gruppo
- Rivers Cuomo - voce, chitarra, tastiere, synth, piano
- Scott Shriner - basso, cori, tastiere
- Brian Bell - chitarra, cori, tastiere, synth
- Patrick Wilson - batteria, cori, percussioni

Collaboratori
- Daniel Brummell - tastiere, piano
- Bethany Cosentino - voce in Go Away
- Bobb Bruno - chitarra
- Patrick Stickles - chitarra

## Classifiche
| Classifica (2014)         | Posizione massima |
| ------------------------- | ----------------- |
| Australia                 | 45                |
| Canada                    | 10                |
| Germania                  | 95                |
| Nuova Zelanda             | 33                |
| Regno Unito               | 37                |
| Stati Uniti               | 5                 |
| Stati Uniti (alternative) | 2                 |
| Stati Uniti (rock)        | 2                 |
| Svizzera                  | 57                |